# Drunken Butterfly
I Drunken Butterfly sono un gruppo indie rock e noise rock italiano proveniente da Macerata.

## Storia del gruppo
I Drunken Butterfly nascono a Macerata citando nel nome il titolo di uno dei brani di Dirty dei Sonic Youth.
Nel 2000 parteciparono al concorso Rock Targato Italia di Roma e nel 2001 rappresentarono le Marche sul palco di Arezzo Wave. Sempre nel 2001 pubblicarono il loro primo EP autoprodotto dal titolo L'Ira di Jack.
Il loro primo album dal titolo Pornocoma fu prodotto nel 2002 da Fridge Records e vide la produzione artistica di Paolo F. Bragaglia. L'album fu selezionato dalla rivista Il Mucchio per il premio Fuori dal Mucchio, organizzato in collaborazione con il Meeting delle Etichette Indipendenti di Faenza.
Nel 2004 parteciparono al tour nazionale dei Gang come gruppo spalla e incisero la cover di Who loves the sun dei Velvet Underground per la compilation tributo bOOmsong for Velvet pubblicata da Musicboom.
Nel 2005 fu la volta di Aporia sempre per Fridge Records.
Il loro terzo album, registrato nel 2007 e pubblicato dalla Seahorse Recordings nel 2008, vide ospiti i Gang nel brano Polvere su polvere.
Per il tour del 2008 i Drunken Butterfly decidono di proporre concerti in cui sonorizzano il film L'ultima risata di Friedrich Wilhelm Murnau pubblicando poi, con le composizioni derivate da questa esperienza, il successivo album dall'omonimo titolo. L'album sancì inoltre il contratto con la Irma Records, che lo produsse.
Nel 2012, sempre su Irma Records esce il loro quinto album dal titolo Epsilon, che viene ripubblicato un anno dopo con il nome di "Epsilon Reloaded": che oltre a contenere le canzoni del suo predecessore, contiene i remixes di tutte le tracce eseguiti da artisti come: Giulio Favero, Sophie Lillienne, Superbeatz, Ninfa, Drama Emperor e molti altri.

## Formazione
- Lorenzo Castiglioni: voce, chitarra, sintetizzatore, drum machine, pedali
- Fabrizio Baioni: batteria e percussioni
- Giorgio Baioni: basso, sintetizzatore

## Produzioni

### Album
- 2002 - Pornocoma (CD, Fridge Records)
- 2005 - Aporia (CD, Fridge Records)
- 2007 - Maggio Giardinaio (CD, Seahorse Recordings)
- 2010 - L'Ultima Risata (CD, Irma Records)
- 2012 - Epsilon (CD, Irma Records)
- 2013 - Epsilon Reloaded (CD, Irma Records)

### Singoli ed EP
- 2001 - L'Ira di Jack (CDr, autoproduzione)

### Compilazioni
- 2004 - bOOmsong for Velvet (CD, Musicbloom)
- 2007 - L.S.O.A. Buridda Vol. 1 (CD, Marsiglia)

### Videoclip
- 2012 - Danza (Regia di Alessandro Bracalente e Cristiano Coini)